# Hrvatske željeznice
Hrvatske željeznice (svenska: Kroatiens järnvägar), förkortat HŽ, är Kroatiens statsägda järnvägsbolag. Bolaget grundades 1991 och är medlem av Internationella järnvägsunionen (UIC). Dess uppdrag är att förvalta landets järnvägsinfrastruktur och sörja för passagerar- och godstrafik via järnväg.

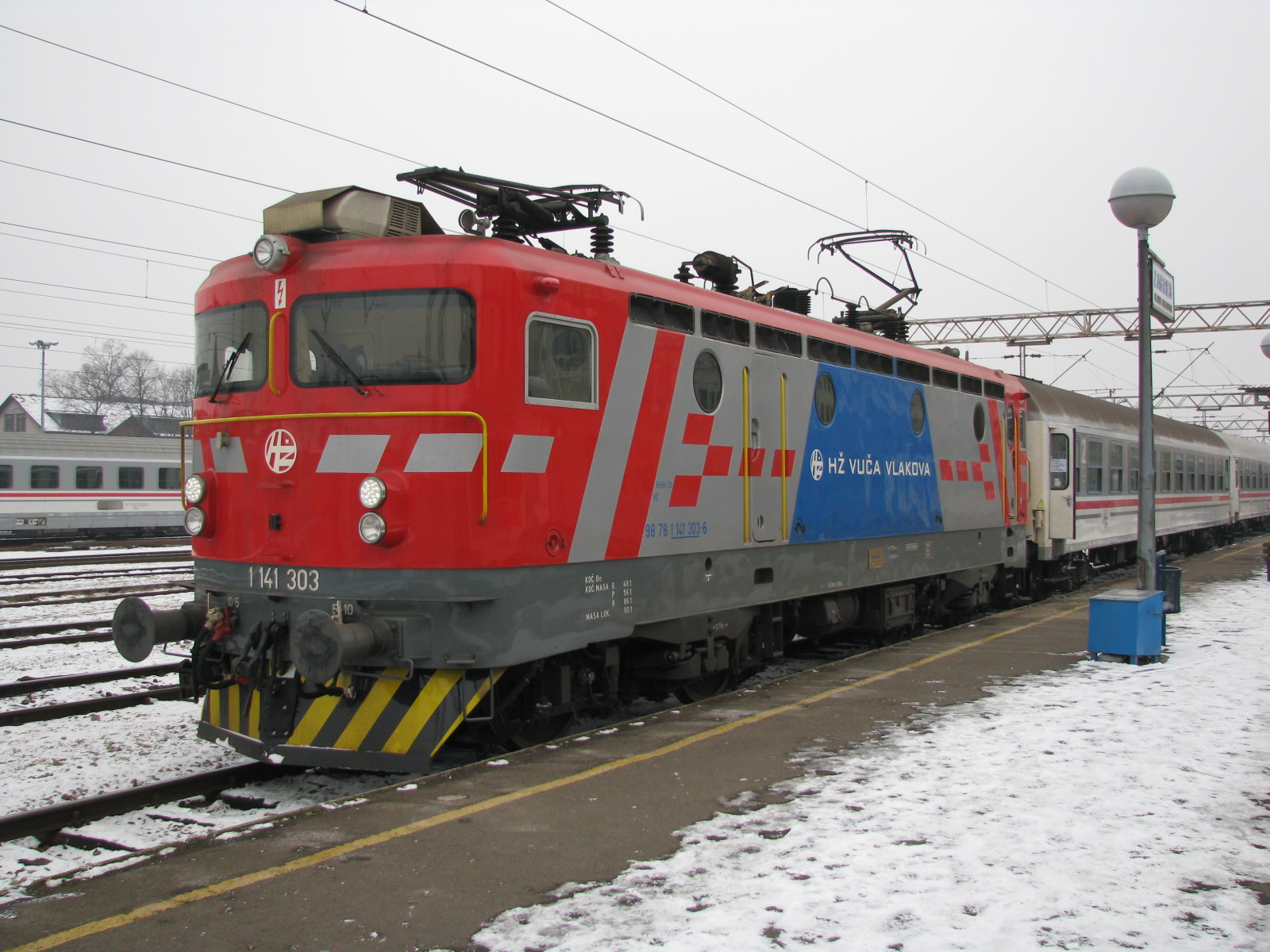
Ett ellok av den vanligaste typen hos HŽ. Dessa är byggda av Končar på licens från Asea i Sverige